# Югай, Герасим Андреевич
Герасим Андреевич Югай (28 июля 1931, Владивосток — 26 ноября 2013, Москва) — советский и российский философ, специалист по философии онтологии и философским проблемам биологии; доктор философских наук, профессор.

## Биография
Этнический кореец. В 1954 окончил философское отделение философско-экономического факультета Казахского государственного университета в Алма-Ате, в 1957 — аспирантуру Института философии АН СССР.
С 1958 по 1969 — научный сотрудник, заведующий отделом, заместитель директора ИФП АН Казахской ССР. В 1969—1971 — руководитель группы философов Научного центра биологических исследований АН СССР в г. Пущино. В 1971—1993 — заведующий кафедрой философии в ряде вузов и научных учреждений г. Москвы. С 1995 — директор Научного центра евразийских исследований РАЕН. Сопредседатель Отделения евразийских исследований РАЕН.
Его научные исследования концентрируются вокруг проблемы целостности и системного исследования в биологии.
Признан в числе разработчиков философии науки.